# Stade Chaban-Delmas
O Stade Jacques Chaban-Delmas (antigo Parc Lescure) é um estádio localizado em Bordeaux, no oeste da França. É a casa do time de futebol Bordeaux. Sua capacidade é de 34.694 espectadores.

## História
Construído em 1924 como um parque de esportes, foi transformado num estádio em 1938, com o nome de Parc Lescure. Nesse mesmo ano, foi sede de dois jogos da Copa do Mundo de 1938. Ambos tiveram a Seleção Brasileira como vencedora: Brasil 2x1 Tchecoslováquia e Brasil 4x2 Suécia.
Reformado duas vezes mais em 1987 e 1998, recebeu seis partidas da Copa do Mundo de 1998 e quatro da Copa do Mundo de Rugby de 2007.
Em 2001, mudou o nome para Stade Jacques Chaban-Delmas em homenagem ao político, Primeiro Ministro francês entre 1969 e 1972, que faleceu em Novembro de 2000.